# Serac

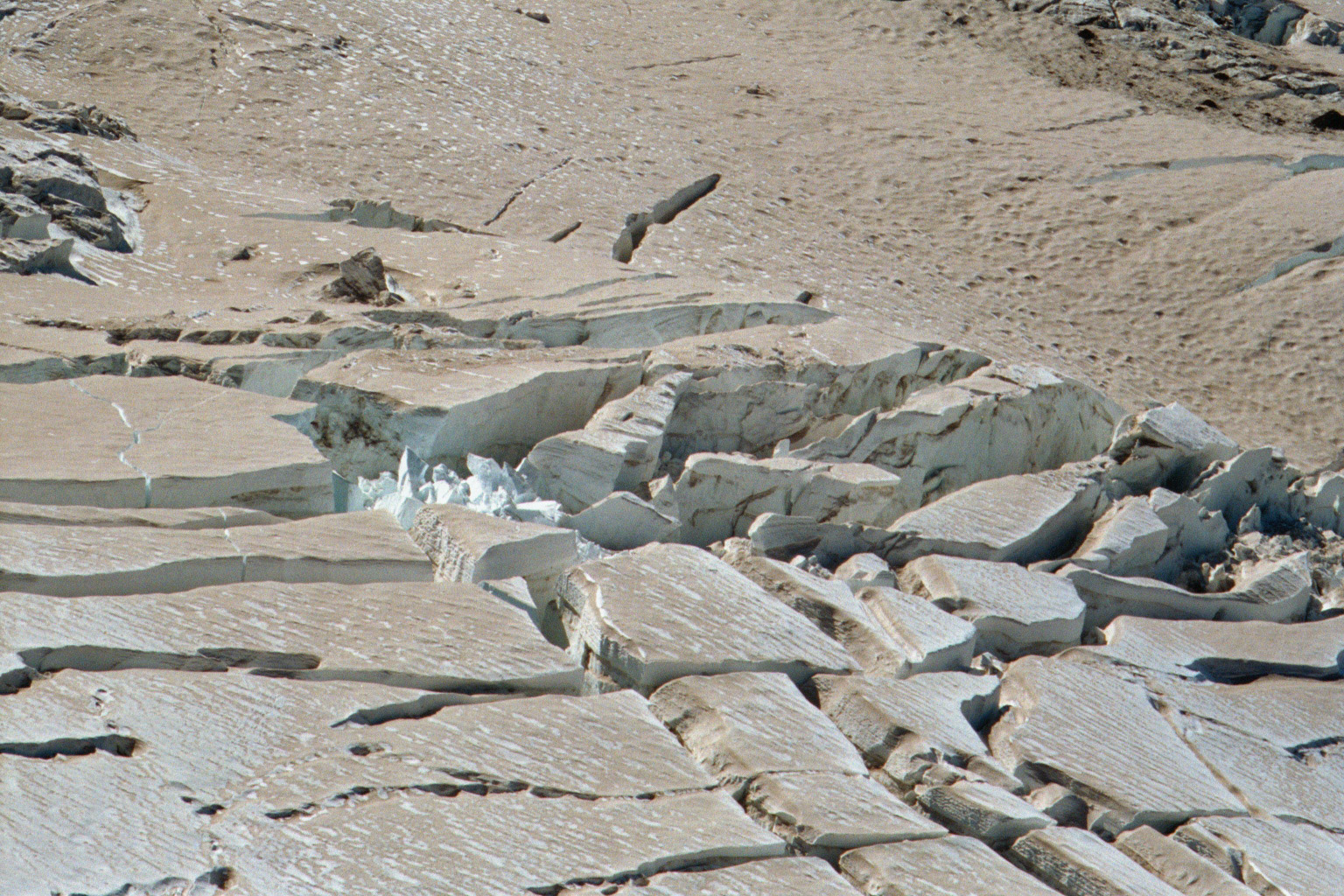
Seracs en firn a 3 100 m en el glaciar Winthrop, en el monte Rainier, en el estado de Washington, Estados Unidos.

Un serac (originalmente del francés de Suiza y de Saboya, sérac, un tipo de requesón) es un bloque grande de hielo fragmentado por importantes grietas en un glaciar, cuya rotura se debe al movimiento del hielo por zonas donde la pendiente se quiebra. Se producen seracs cuando el hielo glaciar se fractura al pasar encima de fuertes desniveles del terreno que le someten a tensiones que no le permiten mantener su elasticidad. Ocurre también en el caso de glaciares suspendidos, cuando la lengua glaciar alcanza un acantilado.
En estos puntos de fractura del glaciar, los seracs pueden acumularse hasta formar una cascada de hielo o «cascadas de seracs», como en el frente de un glaciar colgante o suspendido. Ejemplos de estos últimos se encuentran en la mayoría de los glaciares de los Alpes, en la cara noreste del Piz Roseg (3.937 m), la cara norte de la Dent d'Hérens (4.171 m) y la cara norte del Lyskamm (4.527 m). 
Los seracs pueden alcanzar grandes dimensiones, y son peligrosos para los montañeros ya que suelen caer sin avisar. Incluso cuando están estabilizados, son un impedimento para caminar sobre el glaciar. Son un obstáculo muy conocido en muchas de las montañas más altas del mundo, en particular, en el Kanchenjunga. El colapso de un gran serac fue el responsable del desastre y muertes de la mayoría de los 11 escaladores en la segunda montaña más alta del mundo, K2, en agosto de 2008. En Suiza las caídas de seracs entre 1914 y 1983 han ocasionado 124 víctimas.

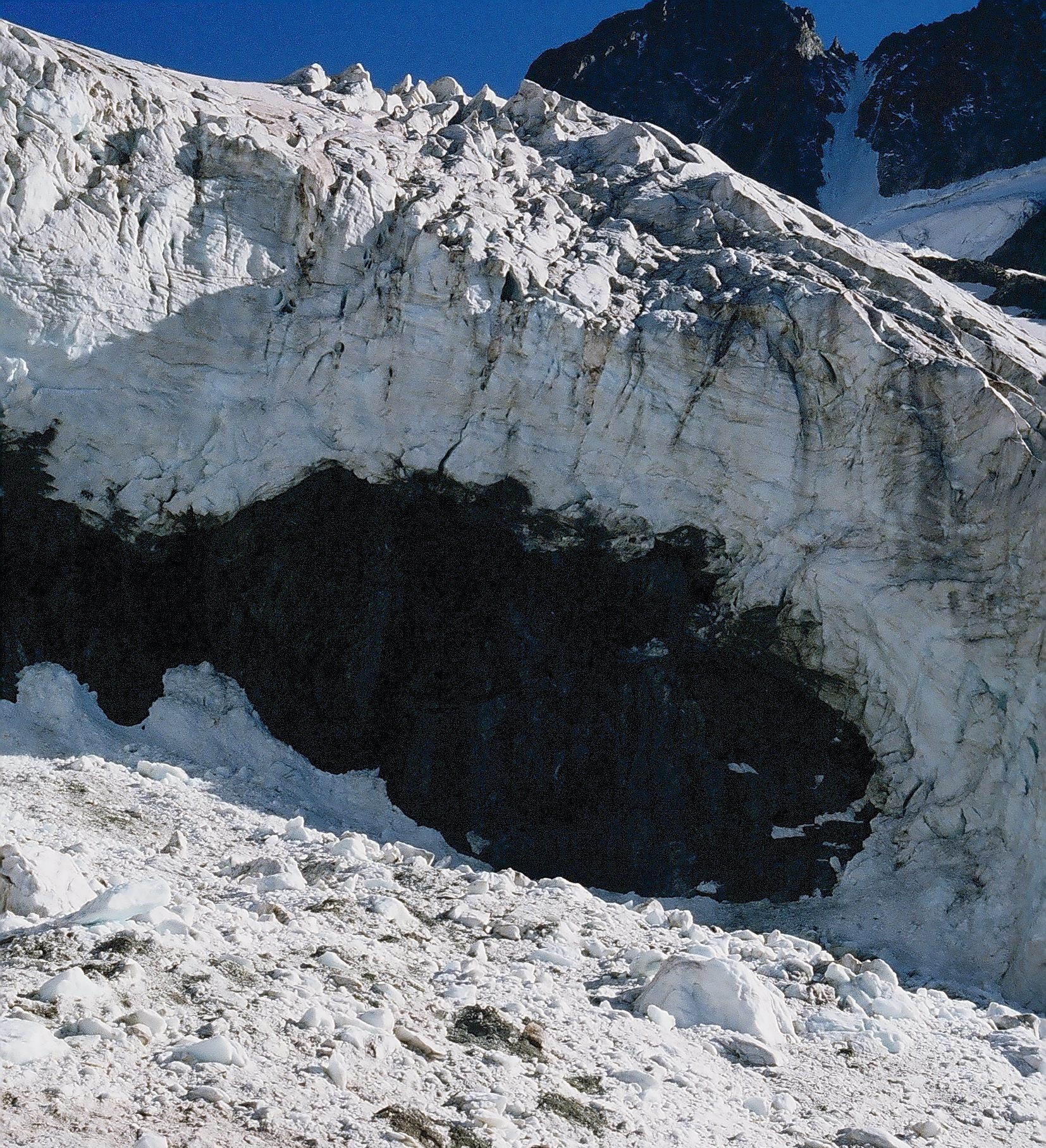
Serac en el glaciar Bans, macizo de Écrins, Francia.
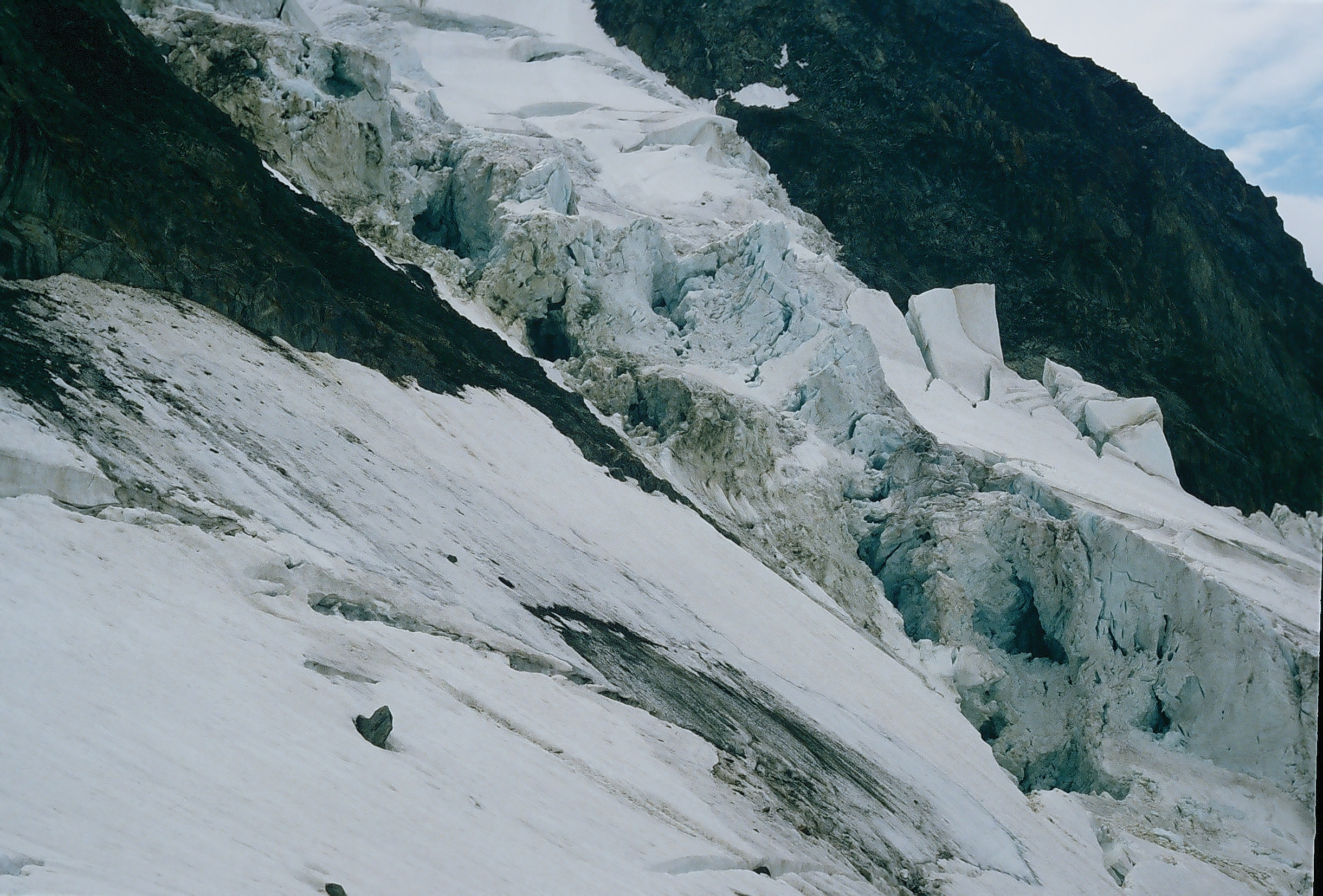
Serac en el macizo del Mont Blanc, Francia.
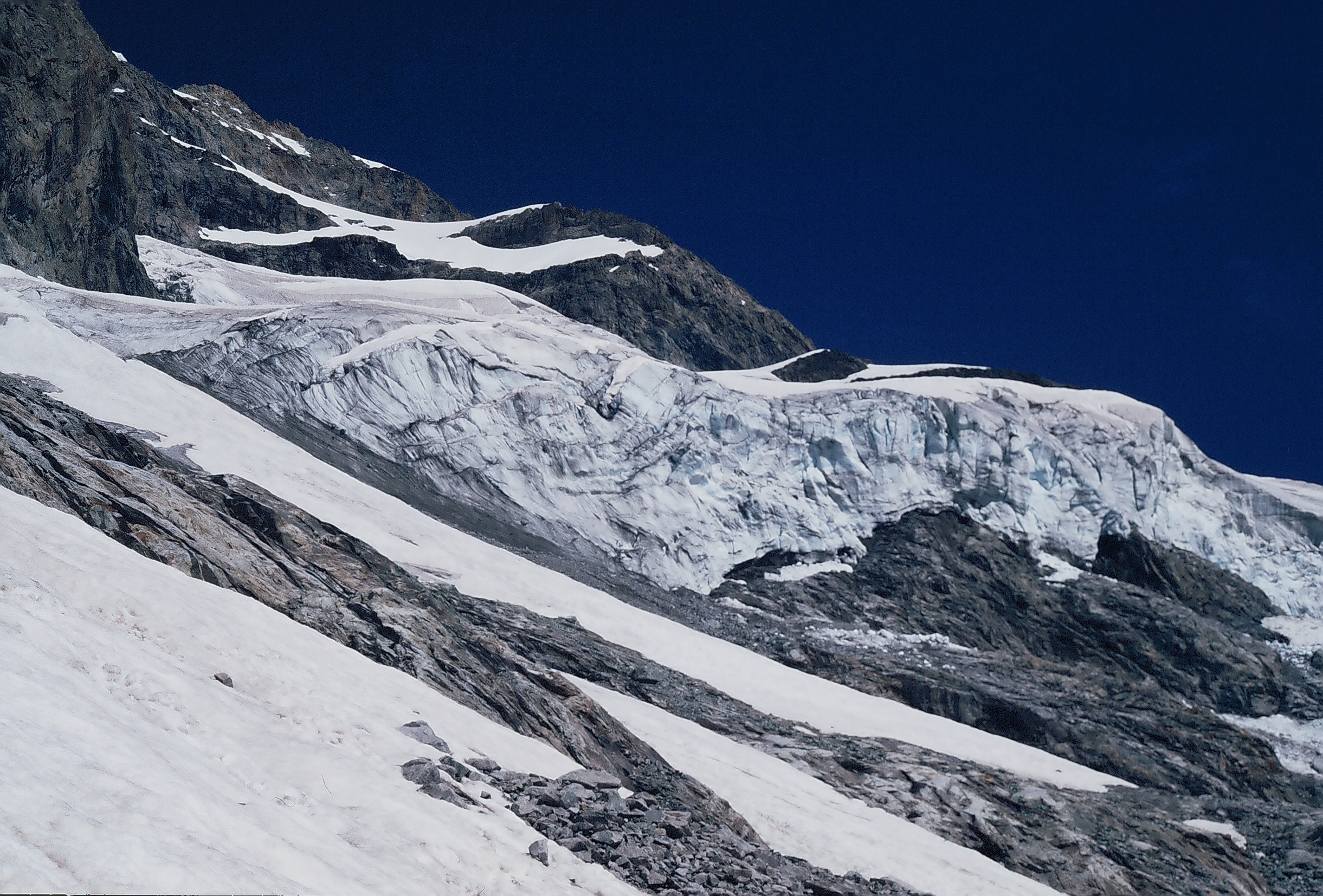
Serac en macizo de Écrins, Francia.
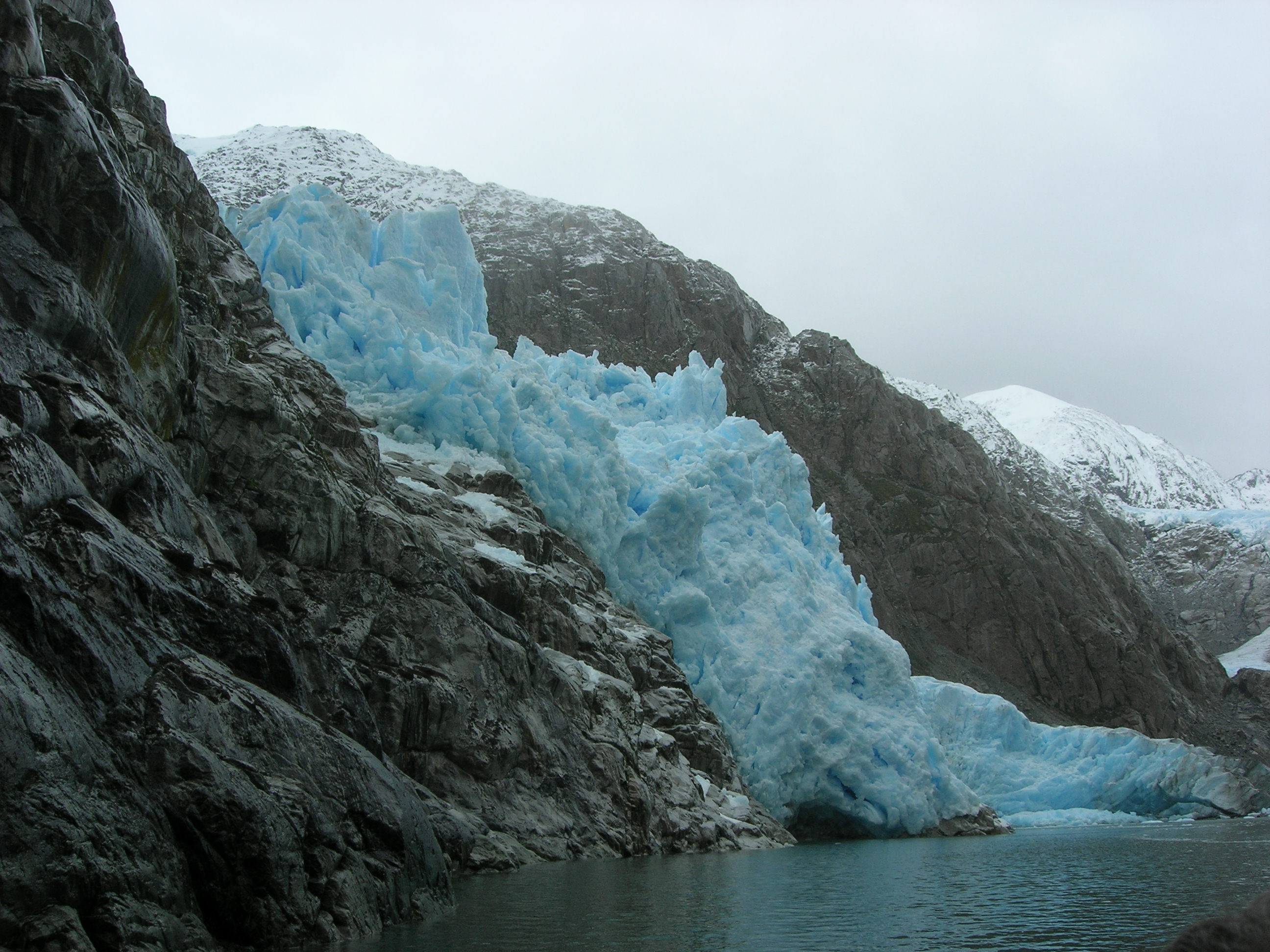
Seracs en el glaciar Piloto en la cordillera Darwin, Tierra del Fuego.
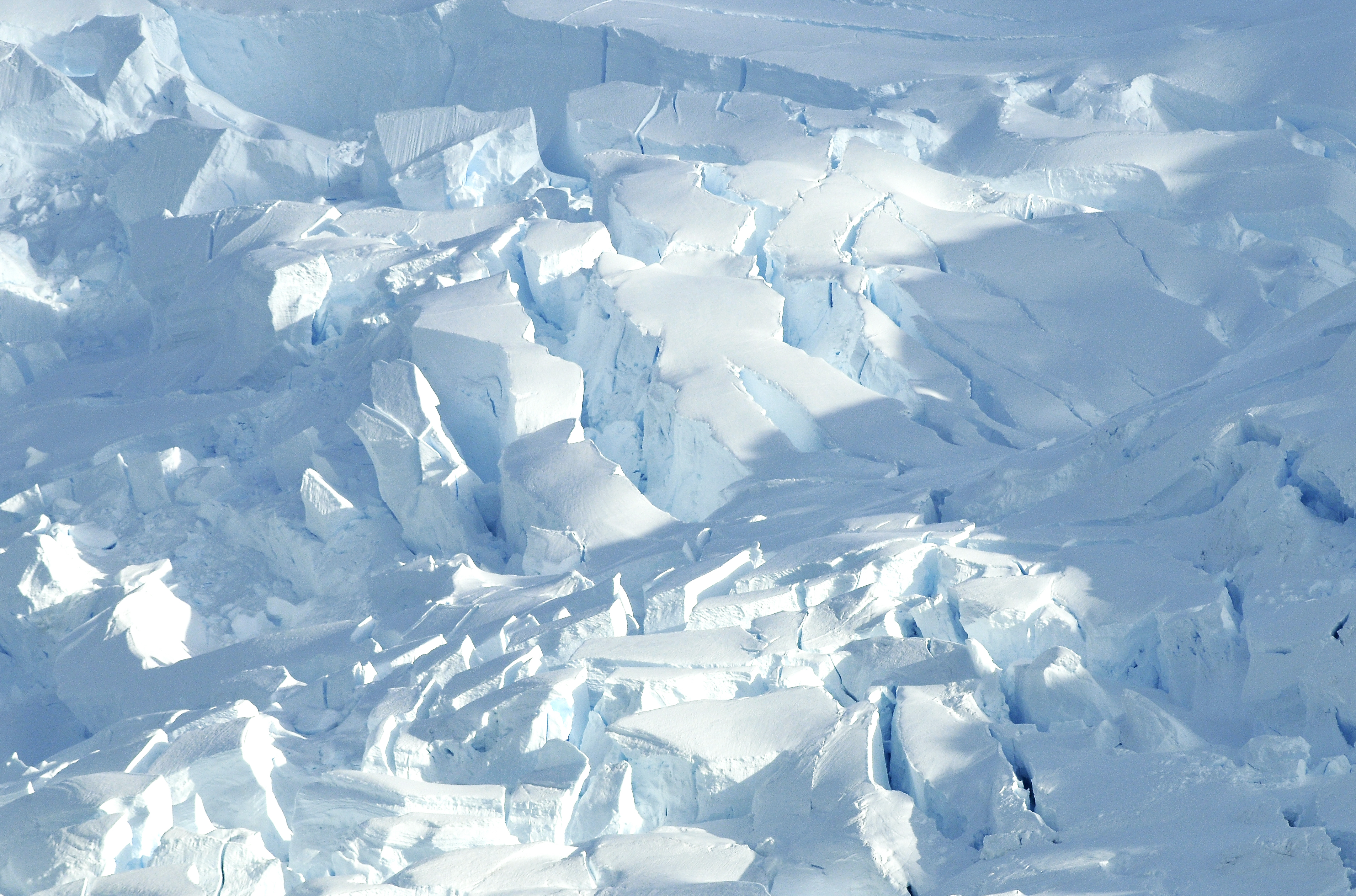
Grietas transversales en un glaciar de la costa noroeste de la península Antártica.